# نيشان البطل القومي لجورجيا
وسام البطل القومي ( (بالجورجية: ეროვნული გმირის ორდენი) ، erovnuli gmiris ordeni ) هو أعلى وسام تمنحه حكومة جورجيا إلى جانب لقب البطل القومي. تأسست عام 2004.

## النظام الأساسي
تم إنشاء وسام البطل الوطني في 24 يونيو 2004. وهي تُمنح للأفراد لخدمة «بطولية استثنائية ومميزة» لجورجيا. الجائزة تحمل منحة نقدية قدرها 10000 لاري جورجي . 

## المستلمون
- زيولي شارتافا - سياسي جورجي ؛ بعد وفاته ، 2004. [2]
- زازا دامينيا - عريف بالجيش الجورجي ؛ بعد وفاته ، 2004. [3]
- جون ماكين - سياسي أمريكي ؛ 2010. [4]
- ليخ كاتزينسكي - رئيس بولندا ؛ بعد وفاته ، 2010. [5]
- زفياد جامساخورديا - أول رئيس لجورجيا ؛ بعد وفاته ، 2013. [6]
- ميراب كوستافا - منشق عن الحقبة السوفيتية الجورجية ؛ بعد وفاته ، 2013. [6]
- جيورجي مازنياشفيلي - جنرال جورجي ؛ بعد وفاته ، 2013. [7]
- غريغول بيرادزه - رجل الكنيسة والباحث الجورجي ؛ بعد وفاته ، 2013. [7]
- تاكايشفيلي - مؤرخ وعالم آثار جورجي ؛ بعد وفاته ، 2013. [7]
- أمبروسي - كاثوليكوس بطريرك جورجيا ؛ بعد وفاته ، 2013. [7]
- ميخائيل تسيريتيلي - مؤرخ جورجي ؛ بعد وفاته ، 2013. [7]
- جيورجي أنتسوكهيلدزي - رقيب في الجيش الجورجي ؛ بعد وفاته ، 2013. [8]
- زوراب ياراجولي - ضابط في سلاح الجو الجورجي ؛ بعد وفاته ، 2013. [9]
- مارو ماكاشفيلي - ممرضة من الصليب الأحمر الجورجي ، وأول امرأة تحصل على هذا الوسام ؛ بعد وفاته ، 2015. [10]
- غورام جابيسكيريا - عمدة سوخومي أثناء الحرب الانفصالية في أبخازيا ؛ بعد وفاته ، 2017. [11]
- زوراب تشافتشافادزه - منشق عن الحقبة السوفيتية ؛ بعد وفاته ، 2018. [12]